# Thaumasura arboris
Thaumasura arboris är en stekelart som beskrevs av Girault 1932. Thaumasura arboris ingår i släktet Thaumasura och familjen puppglanssteklar. Inga underarter finns listade i Catalogue of Life.